# مردگان متحرک: جاده‌ای به سوی بقا
مردگان متحرک: جاده‌‌ای به سوی بقا (به انگلیسی: The Walking Dead: Road to Survival) یک بازی ویدئویی نقش‌آفرینی برای اندروید و آی‌اواس بود که بر اساس مجموعه کتاب‌های مصور مردگان متحرک نوشته رابرت کرکمن و همچنین داستان نویسنده سریال تلویزیونی مردگان متحرک، جی بونانسینگا، ساخته شده بود. جاده‌ای‌ به سوی بقا توسط شرکت Scopely توسعه داده شد و با همکاری آیوجی‌او موبایل اینترتیمنت ساخته شد.
این بازی که در ابتدا در استرالیا و بر روی پلتفرم اندروید منتشر شد، رسماً در ۲۷ اوت ۲۰۱۵ در ایالات متحده و بر روی اندروید و آی‌اواس عرضه شد.
در ۱۰ دسامبر ۲۰۱۵، شرکت Scopely با همکاری تل‌تیل گیمز از برخی از شخصیت‌های سریال مردگان متحرک استفاده کرد و اقتباس‌هایی از صحنه‌های قسمت‌های مختلف بازی و همچنین بازی‌های مرتبط دیگری با همان شخصیت‌ها را در نسخه Scopely به کار گرفت.
پس از نه سال فعالیت، Scopely در ۱۴ اکتبر ۲۰۲۴ اعلام کرد که این بازی که به اتصال اینترنت نیاز دارد، در ۲۸ نوامبر به طور دائم غیرفعال خواهد شد و خریدهای درون برنامه‌ای در ۲۹ اکتبر غیرفعال می‌شوند.

## داستان
این بازی شامل یک حالت داستانی است که سفر یک شخصیت اصلی بی‌نام (که توسط بازیکن کنترل می‌شود) و تعداد انگشت‌شماری از بازماندگان دیگر را در یک آخرالزمان زامبی دنبال می‌کند. اقدامات بازیکن بر داستان تأثیر می‌گذارد و در طول بازی به آنها چندین انتخاب داده می‌شود.

## نظرات
گیم‌زبو در نقد برداشت اول خود، این بازی را به‌عنوان یک «بازی ویدئویی نقش‌آفرینی بالغ» توصیف کرد و گیم‌پلی آن را با کلش آو کلنز مقایسه کرد. مودوجو اظهار داشت که این بازی «کلونی از سایر بازی‌های شبیه‌ساز مدیریت منابع» است که از قبل روی پلتفرم موبایل موجود است و آن را بیشتر به‌عنوان یک «بازی نقش‌آفرینی بالغ» توصیف کرد تا یک «بازی اکشن».
این بازی پس از انتشار به رتبه اول در فروشگاه اپ استور آی‌او‌اس رسید.